# 斜痣蜻属
斜痣蜻属（学名：Tramea）是蜻蛉目蜻蜓科下的一个属。

该属包括以下物种：
- 黑斜痣蜻 - Tramea lacerata
- 海神斜痣蜻 - Tramea transmarina
- 华斜痣蜻 - Tramea virginia